# Tuf
Túf (latinsko tofus ali tophus) je sprijeta sedimentna kamnina, ki v procesih strjevanja pod velikim pritiskom nastane iz zelo majhnih delcev (pod 2 mm) piroklastičnega materiala. 
V Sloveniji je nahajališče tufa v Zaloški Gorici pri Žalcu, kjer ga tudi pridobivajo na površinskem kopu. Tuf je na tem območju zaslediti od Zaloške Gorice preko Dobrne do kraja Gorenje (pri Šmartnem ob Paki), kjer so ga v preteklosti že pridobivali.

## Obdelava in uporaba
Tufa nikoli ne poliramo, ker ne doseže sijaja. Uporabljamo ga lahko kot arhitektonski kamen, vendar le na vertikalah, zaščitenih pred padavinami. Tuf so nekoč na Gorenjskem radi vgrajali v domačije kot okenske ali vratne okvirje. Zdrobljene tufe uporabljamo tudi pri izdelavi umetnih fasadnih plošč, kot del agregata, uporablja pa se tudi kot polnilo pri proizvodnji cementa.
Tuf se lahko uporablja tudi za »razstrupljanje« ribnikov in kot dodatek krmi za živino, saj nase veže škodljive snovi, predvsem amonijak. Pogostokrat se tuf uporablja tudi v kozmetiki in kot barvilo.
Tuf je po načinu obdelave podoben peščenjaku.